# 謝布希山脈
謝布希山脈是非洲西部的山脈，位於西非國家尼日利亞東北部的阿達馬瓦州，毗鄰貝努埃河和喀麥隆邊界，山脈全長160公里，最高點海拔高度2,042米。